# Johann Lubinus

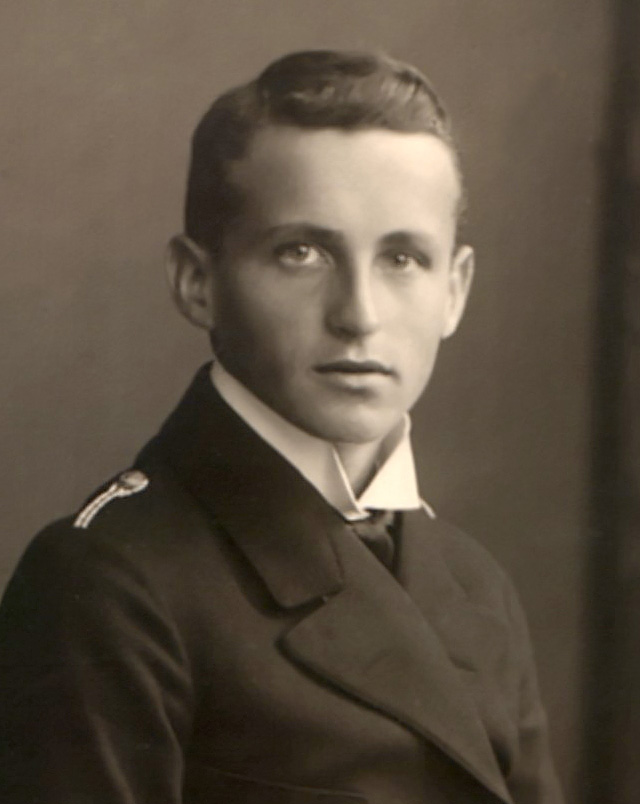
Johann Lubinus

Johann Hermann Lubinus (* 9. Juli 1865 in Elsfleth; † 23. Mai 1937 in Kiel) war ein deutscher Arzt in Kiel.

## Leben
Lubinus gründete 1895 in Kiel die „Anstalt für Heilgymnastik, Orthopädie mit Massage samt medico-mechanischem Zander-Institut“. Indem er 1901 die erste deutsche „Lehranstalt für Heilgymnastik“ eingerichtet hat, gilt Johann Lubinus als Mitbegründer der Krankengymnastik. Heute ist die Lubinus Gruppe mit 500 Beschäftigten und 212 Betten eines der ältesten und größten Familienunternehmen in der Krankenversorgung.
Seit 1904 war Lubinus Vorsitzender des Kieler Ärztevereins. 1922 regte er die Gründung einer ärztlichen Pensionskasse der Schleswig-Holsteinischen Ärzteschaft  an. 1933 im Zuge der Gleichschaltung aufgelöst und 1954 wiedergegründet, war sie eine der ersten berufsständischen Versorgungseinrichtungen in Deutschland.
Lubinus war verheiratet mit Anna Howaldt, Tochter des Werftgründers Georg Howaldt. Aus der Ehe gingen fünf Kinder hervor. Sein Sohn Hans Lubinus (1893–1973) führte die Klinik als Facharzt für Chirurgie und Orthopädie fort und wurde als Regattasegler und Olympiateilnehmer im Segeln bekannt.
Seit 1887 war Lubinus Mitglied des Corps Nassovia Würzburg.
Nach ihm ist die Johann-Hermann-Lubinus-Schule für Physiotherapie, die sich auf dem Gelände der Lubinus-Gruppe in Kiel befindet, benannt.

## Veröffentlichungen
- Chirurgische, orthopädische und innere Krankheiten, bei deren Behandlung Heilgymnastik und Massage zur Anwendung gelangen, Kiel 1910.
- Die Verkrümmung der Wirbelsäule. Skoliose, runder Rücken, Lordose. Ihr Wesen und ihre Behandlung, Bergmann, Wiesbaden 1910.

- Lehrbuch der medizinischen Gymnastik, Bergmann, Wiesbaden 1917.
- Lehrbuch der Massage, Bergmann, Wiesbaden 1926.
- Massage und Gymnastik während der Schwangerschaft und im Wochenbett, Bergmann, München 1937.